# Octonoba sinensis
Octonoba sinensis là một loài nhện trong họ Uloboridae.
Loài này thuộc chi Octonoba. Octonoba sinensis được Eugène Simon miêu tả năm 1880.